# Тейлор (сёстры)
Энн Тейлор (в замужестве Гилберт; Ann Taylor; 30 января 1782 — 20 декабря 1866) и Джейн Тейлор (Jane Taylor; 23 сентября 1783 — 13 апреля 1824) — британские детские писательницы и поэтессы-соавторы, сёстры. Начали писать в раннем детстве.
Родились в Лондоне, были дочерьми гравёра Айзека Тейлора (1759—1829). В 1786 году семья Тейлоров переехала в Лавенхем, Суффолк, а спустя десять лет в Колчестер. Джейн росла активным ребёнком и уже в раннем детстве начала сочинять стихи и сценки. Их родители придерживались передовых взглядов на образование, поэтому обе девочки под их руководством получили обширные знания. Свои стихи они писали в коротких промежутках между ежедневными занятиями. Энн предложила издателям Дартону и Харви свой рифмованный ответ на одну из загадок для издания «Minor’s Pocket Book» в 1799 году, а Джейн дебютировала в том же издании со стихотворением «The Beggar Boy». Издатели после этого обратились к Айзеку Тейлору с просьбой присылать больше литературного материала для детей от его семьи, результатом чего стали «Original Poems for Infant Minds» (1804—1805, 2 тома), авторства, как указывалось, «нескольких юных персон»; основными авторами стихов для данного издания стали Джейн и Энн. Книга имела большую и длительную популярность, выдержала множество переизданий и была переведена на немецкий, нидерландский и русский языки. Новым явлением для литературы стало то, что Энн и Джейн, писавшие для детей, все события и нравы рассматривали с детской точки зрения. Вскоре у них возникло много подражателей, чьи произведения, однако, такой же популярности не получили. Вслед за этой книгой последовали другие: «Rhymes for the Nursery» (1806), «Hymns for Infant Minds» (1808, 2-е издание — 1810), менее известная «Signor Topsy Turvy’s Wonderful Magic Lantern», также известная под заглавием «The World Turned Upside Down» (1810), и «Original Hymns for Sunday School» (1812). В 1813 году Энн вышла замуж за конгрегационалистского священника, преподобного Джозайю Гилберта, а Джейн отправилась жить в Илфракуме со своим братом Айзеком-младшим. В 1816 году она возвратилась в Онгар (Эссекс), где семья поселилась на несколько лет, и скончалась там спустя восемь лет от рака груди. Энн умерла в Ноттингеме, пережив младшую сестру на 42 года.
Обе сестры продолжали совместно писать и после того, как разъехались, но ни одно из их более поздних произведений не достигло былой популярности. Известные произведения позднего периода их творчества: «Contributions of Q. Q.» (1824, 2 тома), «Display, a Tale for Young People» (1815). Хотя, по мнению литературоведов, главным автором большинства их произведений была Джейн, в таких работах, как «I thank the goodness and the grace», «Meddlesome Matty», «The Notorious Glutton», основным автором считается Энн. Собрания их сочинений выпускались в Великобритании в 1877 и 1903 годах.
- Эта статья (раздел) содержит текст, взятый (переведённый) из одиннадцатого издания «Британской энциклопедии», перешедшего в общественное достояние.